# Dharmābād
Dharmābād är en ort i Indien.   Den ligger i distriktet Nanded och delstaten Maharashtra, i den centrala delen av landet, 1 100 km söder om huvudstaden New Delhi. Dharmābād ligger 360 meter över havet och antalet invånare är 32 351.
Terrängen runt Dharmābād är mycket platt. Runt Dharmābād är det tätbefolkat, med 356 invånare per kvadratkilometer. Dharmābād är det största samhället i trakten. Trakten runt Dharmābād består till största delen av jordbruksmark.